# Heinz-Eugen Eberbach (Marineoffizier, 1921)
Heinz-Eugen Eberbach, auch Heinz Eugen (* 2. Juli 1921 in Esslingen; † 20. November 1982) war ein deutscher U-Boot-Kommandant, Jurist und Kapitän zur See der Bundesmarine.

## Leben
Heinz-Eugen Eberbach war der älteste Sohn des späteren Generals der Panzertruppe Heinrich Eberbach.
Er trat am 15. August 1939 in die Kriegsmarine ein und war damit Mitglied der Crew X/39. Von seinem Eintritt Mitte September 1939 bis Februar 1941 absolvierte er die Grund- und Bordausbildung. Anschließend nahm er bis November 1941 an der U-Bootausbildung teil und kam dann für einen Monat zur Baubelehrung für U 407 nach Danzig. Auf dem Boot wurde er bis Januar 1944 als Wachoffizier eingesetzt. Am 1. Oktober 1943 war er zum Oberleutnant zur See befördert worden. Nach dem Belegen eines Kommandantenlehrganges wurde er Anfang Juli 1944 Kommandant von U 967, welches unter seinem Kommando ohne Einsatz bis Anfang August 1944 abgerüstet und nach der Annäherung der alliierten Truppen bei Toulon selbstversenkt wurde. Vom 12. August 1944 an war er Kommandant von U 230. Mit U 230 versuchte Eberbach die alliierte Invasionsflotte anzugreifen. Am 21. August 1944 lief das Boot auf Grund und wurde selbstversenkt. Kurze Zeit später gerieten Eberbach und die Besatzung in Kriegsgefangenschaft.
Vom 20. September 1944 bis 30. November 1944 war Eberbach in Trent Park. Auch sein Vater war in Trent Park, sodass sich Vater und Sohn hier gemeinsam aufhielten. Es sind mehrere Gespräche zwischen ihnen aufgezeichnet worden. Hier pflegte er auch enge Kontakte zu dem ebenfalls inhaftierten Eberhard Wildermuth. Am 28. Februar 1946 wurde er aus der Kriegsgefangenschaft entlassen.
Zurück in Deutschland absolvierte er ein Jurastudium in Tübingen. Gemeinsam mit Wildermuth gründete er 1947 in Tübingen eine Gruppe gedienter Studenten, die im Fall eines sowjetischen Angriffs gediente Deutsche in die Schweiz bringen sollten. Nach Angaben Eberbachs sollte in diesem Fall auch versucht werden, Zerstörungsaktionen der abziehenden französischen Besatzungsmacht zu vereiteln. Es gibt aber auch Hinweise auf Gespräche mit der Besatzungsmacht zur Aufstellung deutscher Truppen in diesem Fall.
Eberbach kam nach Abschluss des Studiums als Referendar mit dem Aufgabenschwerpunkt bei Themen der Wiederbewaffnung in das Ministerium für Wohnungsbau, welches von Wildermuth als Minister geleitet wurde. Aktenkundig ist, dass der Bundeskanzler Konrad Adenauer Wildermuth vor wichtigen außenpolitischen Verhandlungen konsultierte und ihn am 6. Dezember 1949 aufforderte, seine persönlichen Freunde Eberbach und Hans Speidel über die Bestrebungen zur Wiederbewaffnung in der Bundesregierung zu unterrichten. Am 5. Januar 1950 wurde er von Wildermuth beauftragt die Zusammenstellung eines Expertengremiums für Fragen der Sicherheitspolitik durchzuführen, zu dessen Einrichtung Wildermuth durch Adenauer bereits Anfang Dezember 1949 aufgefordert worden war. In der Folge war Eberbach u. a. als Verbindungsmann (Deckname Kurier) zwischen Wildermuth und des militärischen Beraters des Bundeskanzlers Adenauer und späteren Sachverständigen im Amt Blank, Hans Speidel, bzw. den anderen ehemaligen Offizieren der Wehrmacht eingesetzt. Anschließend war er vom 1. Juli 1951 bis 20. Februar 1952 bei Johann von Kielmansegg im Amt Blank in Bonn tätig und kam dann Anfang März 1952 nach Bremen zu Eberhard Graf von Nostitz in die Organisation Gehlen, später in den BND. Ab 1953 war er hier Verbindungsmann zwischen dem Leiter der „Generalvertretung G“ („GV G“), Eberhard Graf von Nostitz, und der Gruppe Nordlicht, dem ehemaligen NHT. Bis 1. April 1957 war er noch offiziell im BND.
Zum 16. November 1956 in die Bundesmarine übernommen, war er hier u. a. Kommandant eines Schnellbootes. Später war er von Oktober 1957 bis September 1958 als Kapitänleutnant Kommandeur des 1. Küstenwachgeschwaders. 1959/60 absolvierte er den zweiten Admiralstabslehrgang an der Führungsakademie der Bundeswehr in Hamburg und wurde anschließend als ASTO in unterschiedlichen Flottillenstäben eingesetzt.
Von Mitte Januar 1961 bis Mitte Mai 1962 war er als Korvettenkapitän Erster Offizier auf dem Zerstörer 1.  Im November/Dezember 1962 war er als Fregattenkapitän mit der Wahrnehmung der Geschäfte als Kommandeur des neu eingerichteten Kommandos der Unterseeboote in Kiel beauftragt. Als Erster Offizier war er vom 1. Oktober bis 31. Dezember 1963 auf der Augsburg. 1970 wurde er zum Kapitän zur See befördert.
Er wurde im Oktober 1974 Leiter der Unterabteilung Vorschriften und Verfahren im neu eingerichteten Marineunterstützungskommandos. Anschließend war er von November 1977 bis September 1980 Kommandeur der Marineortungsschule (MOS) in Bremerhaven und wurde anschließend durch Klaus-Dieter Sievert abgelöst. Im gleichen Jahr wurde Eberbach pensioniert.